# Траурен портрет на К. Хорват-Станич
„Траурен портрет на К. Хорват-Станич“ (на словашки: Posmrtný portrét K. Horvath-Stansithovej, rod. Kissovej) е картина от неизвестен автор от около 1680 – 1690 г.
Картината е нарисувана с маслени бои върху платно и е с размери 78 x 79 cm. Така наречените траурни портрети са много популярни в унгарската живопис от XVI – XVII век. Те представят организираните пищни погребални шествия, а портретите напомнят на близките за починалия техен роднина. Тези произведения на изкуството в днешно време са източник на информация за исторически изследвания, тъй като често включват писмени подробности и дати. Те дават информация за тогавашното облекло и обзавеждането на аристократичните домове. Но са по-малко надеждни, когато се изследва действителният образ на починалия, тъй като в чести случаи са представени как са изглеждали в по-младите си години. Тези портрети се придържат строго към идеализацията.
Картината е част от фонда на Националната галерия в Братислава, Словакия.